# Smålands nation, Uppsala

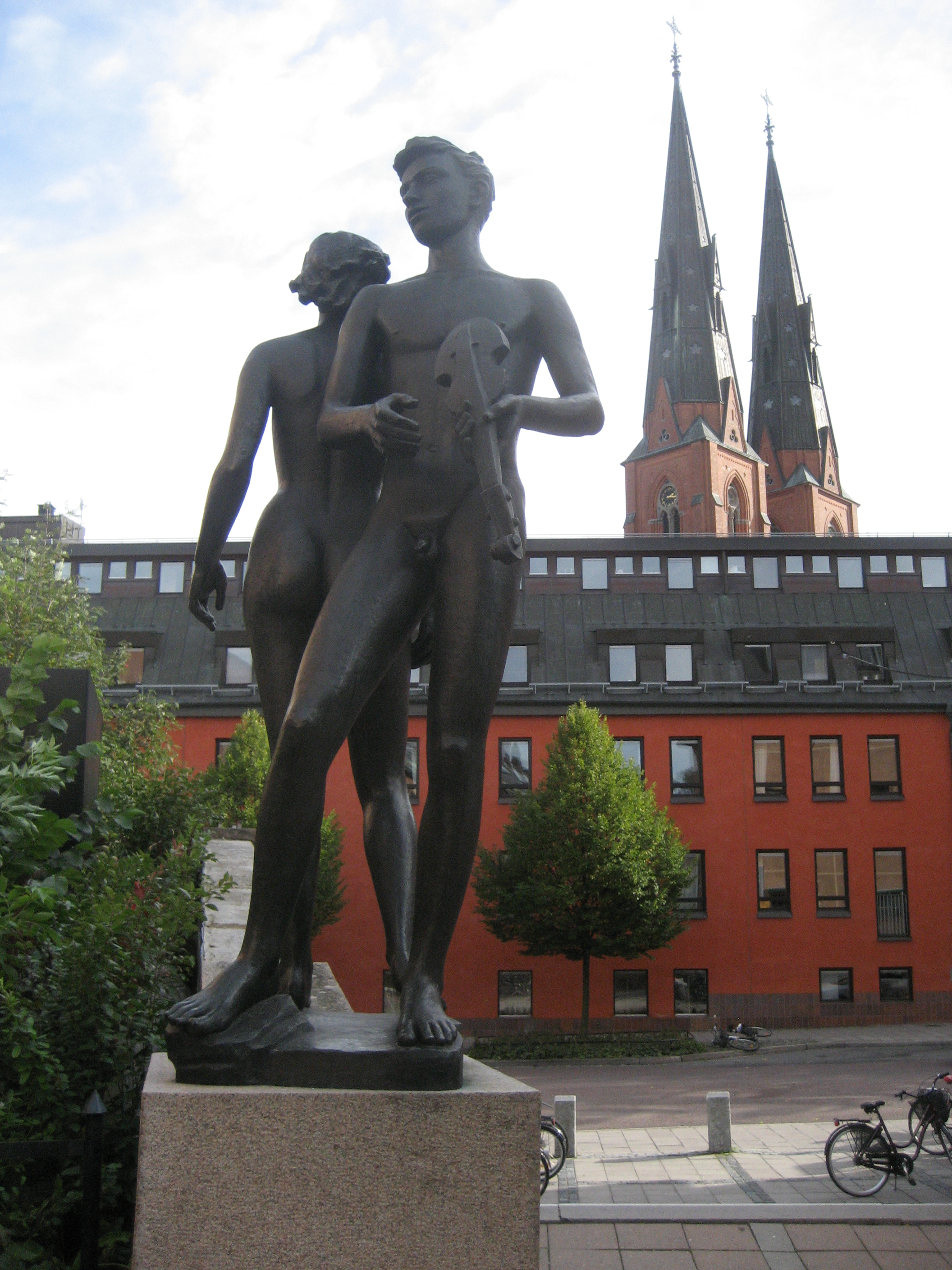
Folkvisan (Axel Wallenberg) utanför Smålands nation, Uppsala

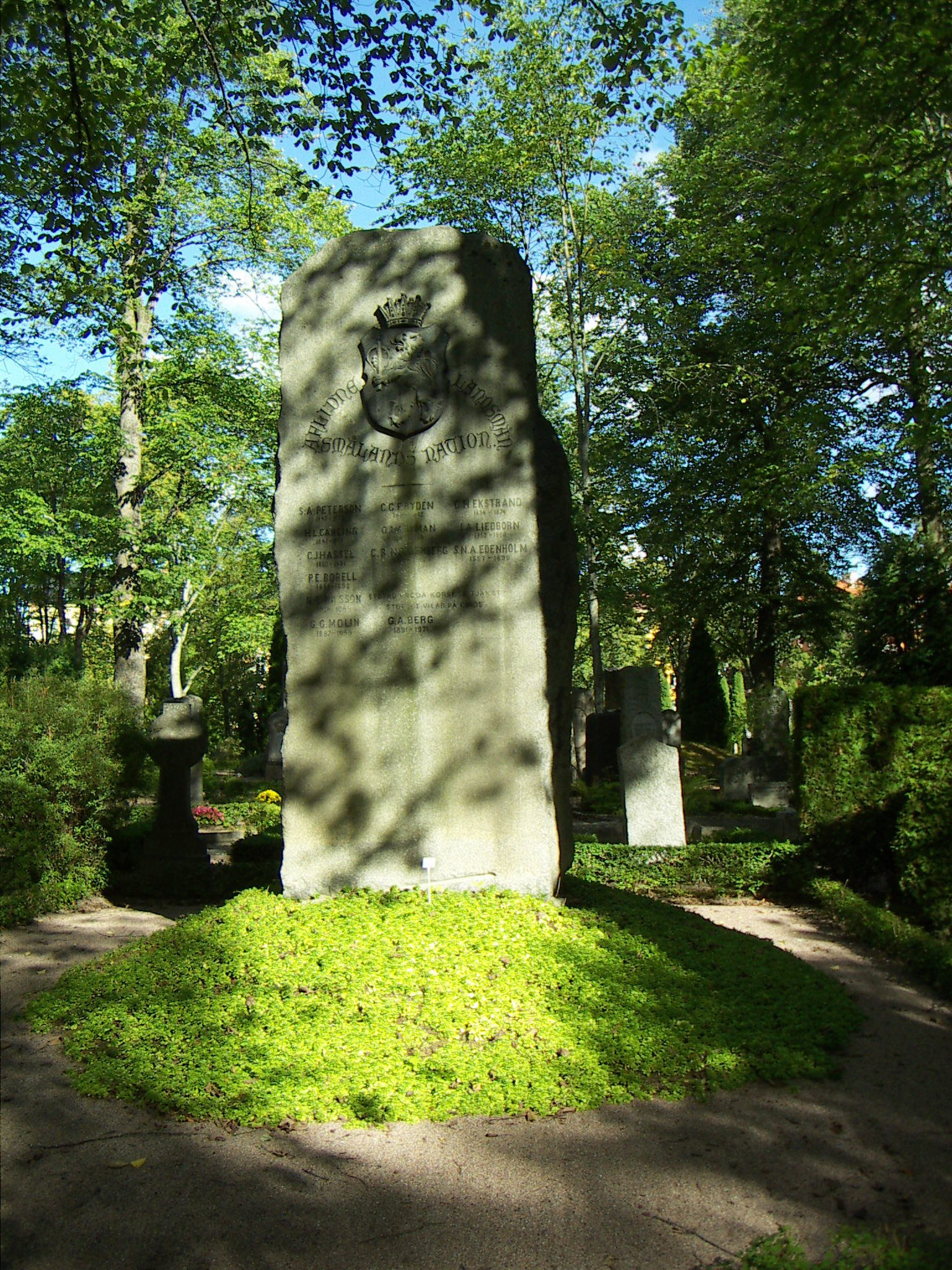
Smålands nationsgrav på Gamla Kyrkogården

Smålands nation är en av tretton studentnationer vid Uppsala universitet och har sitt upptagningsområde i Jönköpings och Kronobergs län. Nationen grundades 1645 och har sedan dess verkat för att främja medlemmarnas studier samt bereda dem tillfälle till inbördes bistånd och understöd. Idag har nationen cirka 1 400-1 500 medlemmar och är en av Uppsalas mindre nationer.

## Historia
Smålands nation antog sina första stadgar 1645. Nationen hade ursprungligen ett större upptagningsområde än vad den idag har och omfattade studenter från Jönköpings, Kalmar och Kronobergs län. Smålands nation splittrades år 1663 i de två nationerna Växjö och Kalmar nation med löftet att inte bruka namnet Smålands nation. Några år senare återtog Växjö nation namnet Smålands nation vilket inte erkänts av Kalmar nation. Detta har medfört att nationens upptagningsområde sedermera begränsats till Jönköpings och Kronobergs län. Nationen vänder sig därför främst till studenter födda i eller med avgångsbetyg från gymnasieskolor i de länen, men även andra studenter kan bli medlemmar vid nationen.

### Nationshuset
Nuvarande nationshus är beläget i korsningen S:t Olofsgatan och S:t Larsgatan. I kvarteret finns också nationsbostäder, bestående av såväl möblerade korridorsrum, rum med kokvrå, dubbletter och flerrumslägenheter. Huset ritades av Sten Hummel-Gumælius och uppfördes 1957. Granne med nationen ligger Göteborgs nation, och på motsatt sida av S:t Larsgatan är Södermanlands-Nerikes nation belägen.
|  |  |

### Tidigare nationshus
Smålands nation köpte sitt första hus 1826 och Smålands nation var därmed en av de första som skaffade sig ett eget hus. Huset låg i korsningen Sankt Olofsgatan/Sysslomansgatan och var utfört i putsat tegel. Huset var då redan gammalt och byggt redan före 1671. Det förstördes vid en brand 1809 men återuppbyggdes till 1812. Under 1868 gjordes stora renoveringar och nyinredningar interiört under ledning av den ende verksamma arkitekten i Uppsala under perioden, Adrian Crispin Peterson, e.o. konduktör vid Överintendentsämbetet. Ytterligare en mindre eldsvåda inträffade 1869. Huset revs på grund av grundproblem.
|  |

1893 byggde nationen ett nytt hus på samma tomt, även det i putsat tegel. Arkitekt var Emil Befwe. Huset revs 1955.

|  |  |  |

### Kulturverksamhet

#### Spex
Till nationens 350-årsjubileum 1995 uruppfördes spexet Per Brahe på Skandiascenen (nuvarande Reginateatern). I samband med trehundraårsjubileet av en av nationens tidigare inspektorers, Carl von Linnés, födelse satte nationen år 2007 upp spexet  "Linné - En klassiker".

#### Klubbar
Smålands nation har under 1900-talets senare hälft haft en utpräglad klubbkultur. Det mest kända nöjesarrangemanget på Smålands nation är Club Dacke (numera lagd på is), en nattklubb som under flera decennier drivits om somrarna. Nationen har även sedan ett drygt decennium haft en tradition av liveklubbar, vilken inleddes i och med uppstarten av klubben Clap to This!. Klubben avslutade sedermera sin verksamhet under år 2009, då den hunnit gästas av bland annat Veronica Maggio, Maskinen, Promoe, Adam Tensta, Petter, Juvelen, Vincent och Afasi & Filthy. Därefter startades under hösten 2009 klubben Smålands Live med artister som Movits!, Fibes, Oh Fibes!, Maskinen, Andreas Grega, Timo Räisänen, Oskar Linnros, Billie The Vision & The Dancers, Erik Hassle och Daniel Adams-Ray. Under 2010 drevs även klubben Club New Kid vilken så småningom följdes av den numera avslutande klubben klubb Tabberas.

#### Orkesterverksamhet
Blåsorkestern Smålands Nations Glasblåsarlag, mer känt som Glasblåsarna, är en underförening till nationen.

### Publikationer
Nationens kamratförening utger årsskriften Natio Smolandica sedan 1938. Nationen utger även tidningen Rasken fyra gånger om året sedan 1963.

## Verksamhet

### Klubbar
Nationen har under hösten 2013 två liveklubbar. Sedan våren 2013 har nationen huserat houseklubben Underlandet som har gästats av bland annat Virginia, Genius of Time och Ben Ufo. Under hösten 2013 bedrevs Underlandet parallellt med klubben Get Lucky Have Fun (GLHF) vilken hitintills har haft uppträdanden av artister som Linda Pira & The Salazar Brothers, VAZ, Djurpark och Beatrice Eli.

## Vännationer
- Åbo nation, Helsingfors
- Blekingska nationen, Lund

## Bemärkta äldre kuratorer
- Olaus Cavallius (1648-1708), biskop i Växjö. Småländska nationens kurator 1678-1679.
- Johan Floderus (1721-1789), professor i vältalighet, poesi och historia i Uppsala.
- Otto Fredrik Tullberg (1802-1853), doktor i teologi. Kurator 1830-1831.

## Inspektorer
Nationens nuvarande inspektor är Jonas Almqvist, professor i didaktik.